# عزلة بني مدسم (إب)

تعديل مصدري - تعديل

عزلة بني مدسم هي إحدى عزل مديرية اب في محافظة إب اليمنية ويبلغ تعداد سكانها 7515 نسمة حسب التعداد السكاني في اليمن لعام 2004.

## روابط خارجية
- الجهاز المركزي للإحصاء بالجمهورية اليمنية
- المركز الوطني للمعلومات باليمن
- الدليل الشامل